# 12769 Kandakurenai
12769 Kandakurenai è un asteroide della fascia principale. Scoperto nel 1994, presenta un'orbita caratterizzata da un semiasse maggiore pari a 2,2587871 UA e da un'eccentricità di 0,1367313, inclinata di 6,03160° rispetto all'eclittica.